# Пепіон
Пепіон (ісп. pepión) або дінеро пепіон (ісп. dinero pepión) — дрібна монета з низькопробного срібла, що карбувалась в Кастильській Короні в XIII—XIV століттях.

## Опис

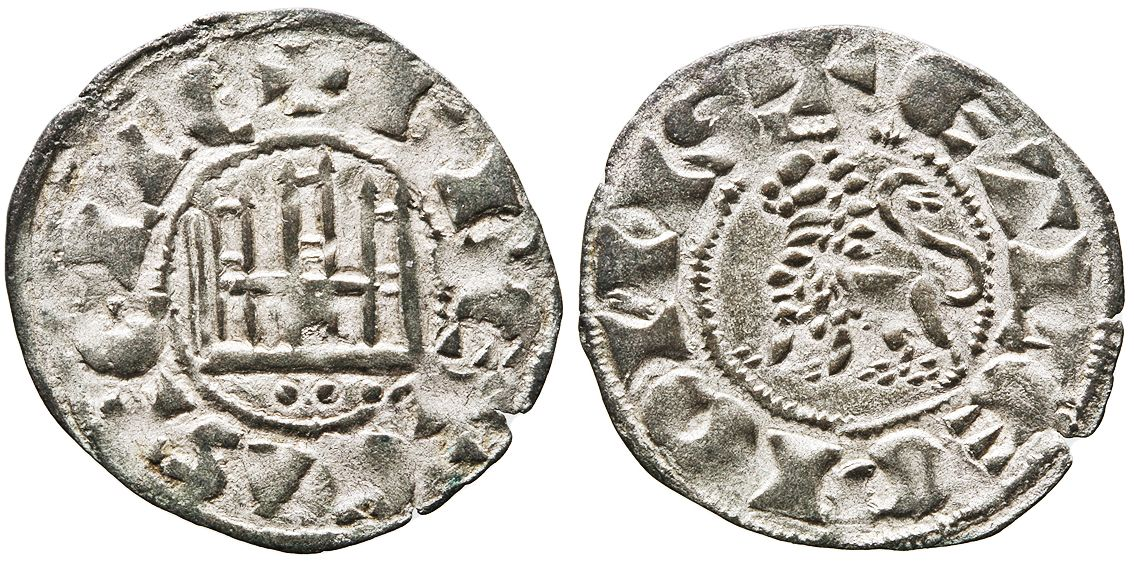
Папіон Фернандо IV (1296—1312)

У документах пепіон згадується з 1217 року по XIV століття. Його використання в Королівстві Кастилія протягом XIII століття нарівні з тогочасними монетами арабського Аль-Андалусу, дозволяє припустити, що пепіон в кінцевому підсумку став розрахунковою одиницею.
12 дінеро пепіон дорівнювали 1 розрахунковому срібному суельдо, яке було еквівалентне за вагою 1 срібному дирхаму або 2 дирхамам Альмохадів, а 15 срібних суельдо були еквівалентні 1 золотому мараведі (або 180 дінеро). За часів короля Альфонсо Х два пепіони дорівнювали в ціні 1 бургоському дінеро, а 90 бургоських дінеро були еквівалентні 1 золотому мараведі